# Phil Stamp
Pour les articles homonymes, voir Stamp.
Philip Lawrence Stamp, couramment appelé Phil Stamp, est un footballeur anglais, né le 12 décembre 1975 à Middlesbrough (Angleterre). Évoluant au poste de milieu de terrain, il est principalement connu pour ses 11 saisons à Middlesbrough et ses 3 saisons à Heart of Midlothian.

## Biographie
Natif de Middlesbrough, il est formé dans le club local, le Middlesbrough FC où il passe deux ans comme stagiaire, avant de jouer son premier match avec l'équipe première, le 10 octobre 1993, une défaite 0-2 contre Watford.
Il est titulaire dans l'équipe qui joue la finale de la FA Cup 1997, perdue 0-2 contre Chelsea. Avec ses coéquipiers, il enregistre à cette occasion une reprise de Let's Dance (en) de Chris Rea, sur des paroles réécrites par le comédien Bob Mortimer (en), les deux étant des supporteurs du club.
Il connaît un prêt pour Millwall et, après onze saisons passées à Middlesbrough, il découvre la Premier League écossaise en signant pour Hearts en 2002.
Il finit sa carrière en jouant deux saisons pour Darlington. Avec ce club, il joue un match contre Notts County au cours duquel les circonstances l'amènent à occuper le poste de gardien du but lors de la seconde mi-temps.